# Гуецкий, Семён Натанович
Семён Натанович Гуецкий (укр. Семен Натанович Гуєцький; 2 (15) мая 1902, Житомир — 20 августа 1974, Киев) — советский режиссёр и художник. Заслуженный деятель искусств УССР (1973).

## Биография
Родился 2 (15) мая 1902 года в Житомире, Волынская губерния (ныне Житомирская область Украины).
В 1929 году окончил Киевский художественный институт. С 1930 года — аниматор мультипликационного цеха «Украинфильм», работал над анимационными вставками для научных и учебных фильмов. С 1933 года — режиссёр мультипликационных фильмов; поставил такие произведения как «Мурзилка в Африке», «Тук-тук и его приятель Жук» и «Чудесный перстень». В 1941—1945 годах участвовал в Великой Отечественной войне. В послевоенные годы посвятил себя исключительно живописи.
Ушёл из жизни 20 августа 1974 года в возрасте 72 лет в Киеве.

## Избранная фильмография
- Мурзилка в Африке (1934) — режиссёр, мультипликатор
- Тук-тук и его приятель Жук (1935) — режиссёр, мультипликатор
- Чудесный перстень (1936, не сохранился) — режиссёр, художник-постановщик

## Картины
- «На стрельбище» (1938)
- портрет В. Оропченко (1950)
- портрет бандуриста С. Мельниченко (1954)
- «Смольный. 1917 год» (1957)
- «В последнем подполье» (1959)
- «Автопортрет» (1960)
- «Думы о крепостной судьбе» (1960)
- «На пороге жизни» (1963)
- «На отапливаемой земле» (1964)
- «1918 год» (1967)
- «Май. 1945 год» (1968)
- «Сестрорецкое подполье» (1959—1969)
- «К. Э. Циолковский» (1969)
- «Возвращение» (1971)
- «Старый» (1970-е)
- «Шумели флаги» (1971—1974)

## Награды
- За оборону Сталинграда (1942)[1]
- Орден Красной Звезды (1945)[1]
- За победу над Германией в Великой Отечественной войне (1945)[1]
- Заслуженный деятель искусств УССР (1973)[2]